# Ust-Ordyński Okręg Buriacki

Ust-Ordyński Okręg Buriacki z zaznaczoną stolicą

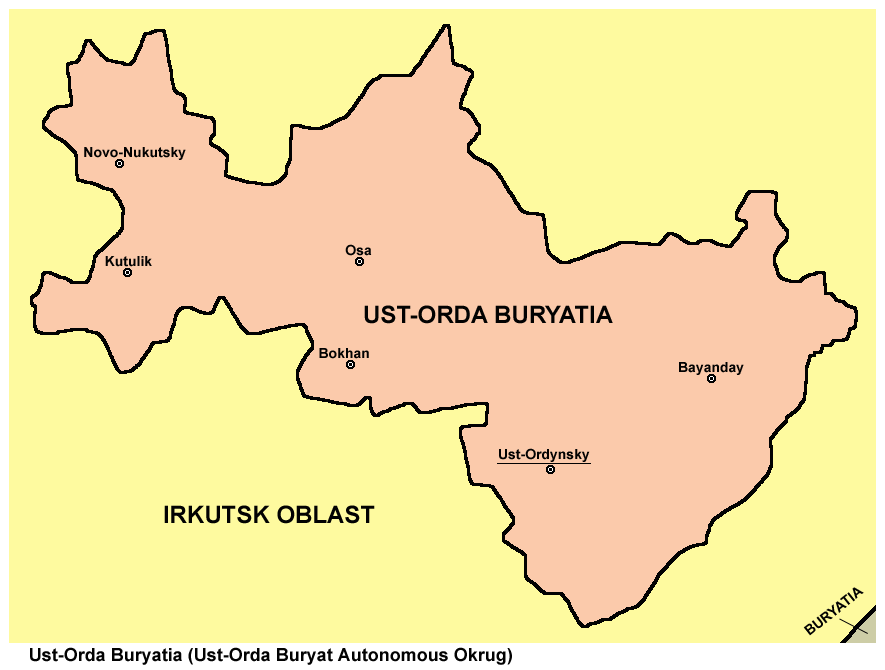

Ust-Ordyński Okręg Buriacki (ros. Усть-Ордынский Бурятский округ, bur. Ардаагай-Адаг Буряад тойрог) – powstał 1 stycznia 2008 w wyniku włączenia Ust-Ordyńsko-Buriackiego Okręgu Autonomicznego do obwodu irkuckiego jako jego jednostka administracyjna.

## Geografia
Ust-Ordyński Okręg Buriacki położony jest na kontynencie azjatyckim.

### Strefa czasowa
Okręg należy do irkuckiej strefy czasowej (IRKT): do 25 października 2014 UTC+09:00 przez cały rok, od 26 października 2014 UTC+08:00 przez cały rok. Jeszcze wcześniej, przed 27 marca 2011 roku, obowiązywał czas standardowy (zimowy) strefy UTC+08:00, a czas letni – UTC+09:00.

## Historia
Okręg powstał 26 września 1937 jako Ust Ordyński Buriacko-Mongolski Okręg Narodowościowy (ros. Усть-Ордынский Бурят-Монгольский национальный округ) wchodzący w skład obwodu irkuckiego. W 1958 zmieniono jego nazwę na Ust-Ordyńsko-Buriacki Okręg Narodowościowy (ros. Усть-Ордынский Бурятский национальный округ), a w 1977, po przekształceniu wszystkich okręgów narodowościowych w ZSRR na okręgi autonomiczne, zmieniono jego nazwę na Ust-Ordyńsko-Buriacki Okręg Autonomiczny. Po rozpadzie ZSRR w 1991, okręg stał się podmiotem Federacji Rosyjskiej. W wyniku referendum przeprowadzonego 16 kwietnia 2006, 1 stycznia 2008 Ust-Ordyńsko-Buriacki Okręg Autonomiczny został włączony w skład obwodu irkuckiego jako obecny Ust-Ordyński Okręg Buriacki.

## Podział administracyjny
Okręg podzielony jest na 6 rejonów:
- rejon ałarski
- rejon bajandajewski
- rejon bochański
- rejon nukutski
- rejon osiński
- rejon echirit-bułagatski

## Tablice rejestracyjne
Tablice pojazdów zarejestrowanych w Ust-Ordyńskim Okręgu Buriackim mają oznaczenie 85 w prawym górnym rogu nad flagą Rosji i literami RUS.